# Semaeopus redundata
Semaeopus redundata là một loài bướm đêm trong họ Geometridae.